# Kukuriku koalicija
Kukuriku koalicija bila je koalicija hrvatskih političkih stranaka koje su donijele odluku o zajedničkom izlasku na izbore zastupnika za Hrvatski sabor 2011. godine s ciljem sastavljanja koalicijske vlade. Sastoji se od četiriju političkih stranaka: SDP-a, HNS-a, IDS-a te HSU-a. Osnovana je 2010. godine.
Nadimak Kukuriku, koalicija je dobila prema nazivu restauracije u Kastvu gdje se prvi puta objavilo njeno osnivanje 2009. godine. Koalicija je nadimak prihvatila kao službeni naziv kojim će izići na parlamentarne izbore.
Uoči izbora 2015. IDS je odlučio da neće krenuti u koaliciju te se ista prozvala Hrvatska raste.

## Stranke u koaliciji
Koalicija se sastoji se od četiri stranke ljevice i lijevog centra:
- Socijaldemokratska partija Hrvatske, predsjednik Zoran Milanović,
- Hrvatska narodna stranka, predsjednik Vesna Pusić,
- Istarski demokratski sabor, predsjednik Ivan Jakovčić,
- Hrvatska stranka umirovljenika, predsjednik Silvano Hrelja.

## Povijest
U srpnju 2009. u Kastvu, gradiću kraj Rijeke, u restoranu 'Kukuriku' našli su se predstavnici oporbenih stranaka Hrvatske. Susret čelnika SDP-a, HNS-a i IDS-a novinari najavljuju kao stvaranje 'Kukuriku koalicije'.
U srpnju u Belom Manastiru 2010. nalaze se predsjednik SDP-a Zoran Milanović, predsjednik HNS-a Vesna Pusić i predsjednik IDS-a Ivan Jakovčić.  Ovoga puta 'Kukuriku koaliciji' pridružuje se i predsjednik HSU-a Silvano Hrelja. 
Zoran Milanović, Radimir Čačić, Ivan Jakovčić i Silvano Hrelja u studenom 2010. ponovo se nalaze u Kastvu te formaliziraju prijašnje dogovore potpisivanjem dokumenta naziva 'Savez za promjene' koji govori o ciljevima i zajedničkom izlasku SDP-a, HNS-a, IDS-a i HSU-a na sljedeće parlamentarne izbore.
Na Markovu trgu u Zagrebu 15. srpnja 2011. godine, na dvogodišnjicu prvog neformalnog okupljanja čelnika ovih stranaka u Kastvu, zajednički je izlazak na izbore formaliziran potpisivanjem koalicijskog ugovora službenog naziva "Sporazum o zajedničkom izlasku na izbore za Hrvatski sabor".
Dva mjeseca poslije, 15. rujna 2011. godine u Zagrebu Kukuriku koalicija javnosti objavljuje svoj program podijeljen u 21 poglavlje, naziva "Plan 21".

## Vanjske poveznice
- http://www.kukuriku.org/  Arhivirana inačica izvorne stranice od 4. prosinca 2011. (Wayback Machine) Službene stranice